# Atimastillas
Atimastillas és un dels gèneres d'ocells, de la família dels picnonòtids (Pycnonotidae).

## Taxonomia
Segons la classificació del Congrés Ornitològic Internacional (versió 12.1), aquest gènere conté només una espècie:
- Atimastillas flavicollis - bulbul gorjagroc.

Tanmateix, altres obres taxonòmiques, com el Handook of the Birds of the World i la quarta versió de la BirdLife International Checklist of the birds of the world (Desembre 2019), compten que el gènere conté 2 espècies, car consideren que la subespècie A. flavicollis flavigula constitueix una altra espècie separada:
- Atimastillas flavicollis - bulbul gorjagroc septentrional.

- Atimastillas flavigula - bulbul gorjagroc meridional.